# Крекінг-установка в Ераці
Крекінг-установка в Ераці — складова розташованого у іранській провінції Марказі виробничого майданчика компанії Arak Petrochemical (пов'язана з Bank Melli Iran).
У 1993 році в Ераці стала до ладу установка парового крекінгу річною потужністю по етилену 247 тисяч тонн, яку в подальшому модернізували до показника 306 тисяч тонн. Вона піддає піролізу газовий бензин, отриманий від розташованого поруч НПЗ Шазанд та Ісфаханського нафтопереробного заводу. Споживання доволі важкої (як для нафтохімії) сировини дозволяє також продукувати 128 тисяч тонн пропілену, 27 тисяч тонн бутадієну та 169 тисяч тонн піролізного бензину (високооктановий компонент пального).
Отриманий етилен далі спрямовується на виробництво:
- 85 тисяч тонн поліетилену високої щільності та 75 тисяч тонн лінійного поліетилену низької щільності;
- 110 тисяч тонн оксиду етилену та 105 тисяч тонн етиленгліколю;
- 30 тисяч тонн мономеру вінілацетату;
- 7 тисяч тонн 1-бутену (використовується як кополімер).
Пропілен необхідний лінії полімеризації у поліпропілен (75 тисяч тонн) і виробництва спиртів (45 тисяч тонн 2-етилгексанолу та 11 тисяч тонн бутанолу).